# Fútbol masculino en los Juegos del Pacífico 2019
El fútbol fue una de las disciplinas en las que se disputan las medallas en los Juegos del Pacífico 2019 realizados en Apia, capital de Samoa. En esta edición participaron selecciones absolutas, a excepción de Nueva Zelanda Sub-23. Además fue el regreso de la Selección de fútbol de Tuvalu.

## Equipos participantes
- Fiyi
- Islas Salomón
- Nueva Caledonia
- Nueva Zelanda sub-23
- Papúa Nueva Guinea
- Samoa
- Samoa Americana
- Tahití
- Tonga
- Tuvalu
- Vanuatu

## Primera Fase

### Grupo A
| Pos. | Equipo               | PJ | PG | PE | PP | GF | GC | DG  | Pts. | Clasificado a                  |
| ---- | -------------------- | -- | -- | -- | -- | -- | -- | --- | ---- | ------------------------------ |
| 1    | Nueva Zelanda sub-23 | 4  | 3  | 1  | 0  | 20 | 1  | +19 | 10   | Final por la medalla de oro    |
| 2    | Papúa Nueva Guinea   | 4  | 3  | 0  | 1  | 16 | 2  | +14 | 9    | Juego por la medalla de bronce |
| 3    | Vanuatu              | 4  | 2  | 1  | 1  | 25 | 2  | +23 | 7    |                                |
| 4    | Samoa (H)            | 4  | 1  | 0  | 3  | 3  | 22 | -19 | 3    |                                |
| 5    | Tonga                | 4  | 0  | 0  | 4  | 0  | 37 | -37 | 0    |                                |

Actualizado el 2 de julio de 2019. 
 (H) = Anfitrión
| 08 de julio de 2019 | Tonga | 0:13 (0:6) | Nueva Zelanda (Sub-23) | Estadio Nacional de Fútbol de Samoa, Apia                                 |                                                                           |
| 16:00               |       | Reporte    | Dylan de Jong 4' · Lachie McIsaac 14', 41', 81' · Logan Rogerson 28', 30', 37', 49', 54' · Byron Heath 45+2' · Jake Porter 78', 83', 90' | Asistencia: 300 espectadores espectadores Árbitro(s): Mongkolchai Pechsri | Asistencia: 300 espectadores espectadores Árbitro(s): Mongkolchai Pechsri |

| 08 de julio de 2019 | Samoa | 0:6 (0:1) | Papúa Nueva Guinea                                                                  | Estadio Nacional de Fútbol de Samoa, Apia                                |                                                                          |
| 19:00               |       | Reporte   | Kolu Kepo 1', 52', 75' · Nigel Dabingyaba 83' · Raymond Gunemba 87' · Atti Kepo 90' | Asistencia: 1000 espectadores espectadores Árbitro(s): Clifford Daypuyat | Asistencia: 1000 espectadores espectadores Árbitro(s): Clifford Daypuyat |

| 10 de julio de 2019 | Nueva Zelanda (Sub-23)                                                         | 5:1 (3:0) | Samoa            | Estadio Nacional de Fútbol de Samoa, Apia                         |                                                                   |
| 16:00               | Logan Rogerson 15', 37' · Jorge Akers 44' · Robert Tipelu 60' · Seth Clark 77' | Reporte   | Vito Laloata 88' | Asistencia: 1150 espectadores espectadores Árbitro(s): Rani Perry | Asistencia: 1150 espectadores espectadores Árbitro(s): Rani Perry |

| 10 de julio de 2019 | Papúa Nueva Guinea                       | 2:0 (2:0) | Vanuatu | Estadio Nacional de Fútbol de Samoa, Apia                                    |                                                                              |
| 19:00               | Raymond Gunemba 11' · Emmanuel Simon 41' | Reporte   |         | Asistencia: 1000 espectadores espectadores Árbitro(s): Thoriq Munir Alkatiri | Asistencia: 1000 espectadores espectadores Árbitro(s): Thoriq Munir Alkatiri |

| 12 de julio de 2019 | Vanuatu | 0:0 (0:0) | Nueva Zelanda (Sub-23) | Estadio Nacional de Fútbol de Samoa, Apia                                 |                                                                           |
| 16:00               |         | Reporte   |                        | Asistencia: 900 espectadores espectadores Árbitro(s): Mongkolchai Pechsri | Asistencia: 900 espectadores espectadores Árbitro(s): Mongkolchai Pechsri |

| 12 de julio de 2019 | Samoa                 | 2:0 (0:0) | Tonga | Estadio Nacional de Fútbol de Samoa, Apia                          |                                                                    |
| 19:00               | Vito Laloata 60', 75' | Reporte   |       | Asistencia: 1200 espectadores espectadores Árbitro(s): Joel Hopken | Asistencia: 1200 espectadores espectadores Árbitro(s): Joel Hopken |

| 15 de julio de 2019 | Tonga | 0:14 (0:7) | Vanuatu | Estadio Nacional de Fútbol de Samoa, Apia                               |                                                                         |
| 9:00                |       | Reporte    | Elkington Molivakarua 5' · Bong Kalo 7' · Daniel Natou 9' · Tony Kaltack 22', 64', 73', 82', 88' · Mitch Cooper 35' · Michel Coulon 45' · Bill Nicholls 45+1', 80', 87', 90+2' | Asistencia: 100 espectadores espectadores Árbitro(s): Clifford Daypuyat | Asistencia: 100 espectadores espectadores Árbitro(s): Clifford Daypuyat |

| 15 de julio de 2019 | Nueva Zelanda (Sub-23)                    | 2:0 (1:0) | Papúa Nueva Guinea | Estadio Nacional de Fútbol de Samoa, Apia                       |                                                                 |
| 10:00               | Ollie Wythe 34' (pen.) · Dane Schnell 79' | Reporte   |                    | Asistencia: 300 espectadores espectadores Árbitro(s): Pari Oito | Asistencia: 300 espectadores espectadores Árbitro(s): Pari Oito |

| 18 de julio de 2019 | Papúa Nueva Guinea | 8:0 (1:0) | Tonga | Estadio Nacional de Fútbol de Samoa, Apia                               |                                                                         |
| 9:00                | Alex Kamen 22', 54' · Nigel Dabingyaba 48' · Emmanuel Simon 58' (pen.) 62', 90+1' · Patrick Aisa 80' · Koriak Upaiga 83' | Reporte   |       | Asistencia: 100 espectadores espectadores Árbitro(s): Clifford Daypuyat | Asistencia: 100 espectadores espectadores Árbitro(s): Clifford Daypuyat |

| 18 de julio de 2019 | Vanuatu | 11:0 (8:0) | Samoa | Estadio Nacional de Fútbol de Samoa, Apia                              |                                                                        |
| 16:00               | Mitch Cooper 7', 14', 16', 23' · Tony Kaltak 25', 33', 55', 78' · Jeffery Bob 30' · Bill Nicholls 38' · Brian Kaltak 62' | Reporte    |       | Asistencia: 500 espectadores espectadores Árbitro(s): Nazmi Nasaruddin | Asistencia: 500 espectadores espectadores Árbitro(s): Nazmi Nasaruddin |

### Grupo B
| Pos. | Equipo          | PJ | PG | PE | PP | GF | GC | DG  | Pts. | Clasificado a                  |
| ---- | --------------- | -- | -- | -- | -- | -- | -- | --- | ---- | ------------------------------ |
| 1    | Nueva caledonia | 5  | 5  | 0  | 0  | 22 | 0  | +22 | 15   | Final por la medalla de oro    |
| 2    | Fiyi            | 5  | 3  | 1  | 1  | 25 | 7  | +18 | 10   | Juego por la medalla de bronce |
| 3    | Tahití          | 5  | 3  | 0  | 2  | 19 | 6  | +13 | 9    |                                |
| 4    | Islas Salomón   | 5  | 2  | 1  | 2  | 30 | 9  | +21 | 7    |                                |
| 5    | Samoa Americana | 5  | 0  | 1  | 4  | 2  | 36 | -34 | 1    |                                |
| 6    | Tuvalu          | 5  | 0  | 1  | 4  | 2  | 42 | -40 | 1    |                                |

Actualizado el 2 de julio de 2019.
| 08 de julio de 2019 | Samoa Americana | 0:5 (0:3) | Nueva Caledonia                                                            | Estadio Nacional de Fútbol de Samoa, Apia                         |                                                                   |
| 9:00                |                 | Reporte   | Nathanäel Hmaen 10' · Bertrand Kaï 17', 38' · Jean-Philippe Saïko 59', 85' | Asistencia: 100 espectadores espectadores Árbitro(s): Joel Hopken | Asistencia: 100 espectadores espectadores Árbitro(s): Joel Hopken |

| 08 de julio de 2019 | Tuvalu | 0:13 (0:10) | Islas Salomón | Estadio Nacional de Fútbol de Samoa, Apia                       |                                                                 |
| 10:00               |        | Reporte     | Gagame Feni 12', 17', 20', 33', 60' · Joses Nawo 24' · Benjamin Totori 29', 38' · Jerry Donga 40' · Atkin Kaua 43' · Tutizama Tanito 44', 73' · Alwin Hou 71' | Asistencia: 300 espectadores espectadores Árbitro(s): Pari Oito | Asistencia: 300 espectadores espectadores Árbitro(s): Pari Oito |

| 08 de julio de 2019 | Tahití          | 1:2 (0:1) | Fiyi                                       | Estadio Nacional de Fútbol de Samoa, Apia                          |                                                                    |
| 13:00               | François Mu 88' | Reporte   | Samuela Drudru 8' · Roy Krishna 66' (pen.) | Asistencia: 500 espectadores espectadores Árbitro(s): Nick Waldron | Asistencia: 500 espectadores espectadores Árbitro(s): Nick Waldron |

| 10 de julio de 2019 | Tuvalu | 0:7 (0:3) | Tahití | Estadio Nacional de Fútbol de Samoa, Apia                               |                                                                         |
| 9:00                |        | Reporte   | Teaonui Tehau 8', 20' (pen.), 61' · Stanley Atani 27' · Tamatoa Tetauira 55' · Kevin Barbe 72' · Tevairoa Tehuritaua 82' | Asistencia: 150 espectadores espectadores Árbitro(s): Clifford Daypuyat | Asistencia: 150 espectadores espectadores Árbitro(s): Clifford Daypuyat |

| 10 de julio de 2019 | Samoa Americana | 0:9 (0:3) | Fiyi | Estadio Nacional de Fútbol de Samoa, Apia                 |                                                           |
| 10:00               |                 | Reporte   | Tito Vodowaqa 20', 24', 50', 82' · Malakai Rakula 36', 49' · Christopher Wasasala 46', 84' · Setareki Hughes 89' | Asistencia: 250 espectadores Árbitro(s): Nazmi Nasaruddin | Asistencia: 250 espectadores Árbitro(s): Nazmi Nasaruddin |

| 10 de julio de 2019 | Islas Salomón | 0:2 (0:0) | Nueva Caledonia              | Estadio Nacional de Fútbol de Samoa, Apia                               |                                                                         |
| 13:00               |               | Reporte   | Jean-Philippe Saïko 50', 90' | Asistencia: 1000 espectadores espectadores Árbitro(s): David Yareboinen | Asistencia: 1000 espectadores espectadores Árbitro(s): David Yareboinen |

| 12 de julio de 2019 | Samoa Americana | 1:1 (0:1) | Tuvalu           | Estadio Nacional de Fútbol de Samoa, Apia                       |                                                                 |
| 9:00                | Walter Pati 70' | Reporte   | Alopua Petoa 31' | Asistencia: 100 espectadores espectadores Árbitro(s): Pari Oito | Asistencia: 100 espectadores espectadores Árbitro(s): Pari Oito |

| 12 de julio de 2019 | Islas Salomón | 0:3 (0:1) | Tahití                                        | Estadio Nacional de Fútbol de Samoa, Apia                              |                                                                        |
| 10:00               |               | Reporte   | Tamatoa Tetauira 23' · Teaonui Tehau 68', 87' | Asistencia: 200 espectadores espectadores Árbitro(s): Nazmi Nasaruddin | Asistencia: 200 espectadores espectadores Árbitro(s): Nazmi Nasaruddin |

| 12 de julio de 2019 | Nueva Caledonia                | 1:0 (1:0) | Fiyi | Estadio Nacional de Fútbol de Samoa, Apia                          |                                                                    |
| 13:00               | Jean-Philippe Saïko 43' (pen.) | Reporte   |      | Asistencia: 800 espectadores espectadores Árbitro(s): Nick Waldron | Asistencia: 800 espectadores espectadores Árbitro(s): Nick Waldron |

| 15 de julio de 2019 | Fiyi | 10:1 (3:0) | Tuvalu             | Estadio Nacional de Fútbol de Samoa, Apia                            |                                                                      |
| 13:00               | Remueru Tekiate 10' · Rusiate Matarerega 15' · Malakai Rakula 44' · Christopher Wasasala 68', 87' · Tito Vodowaqa 70', 83' · Kishan Sami 76' · Roy Krishna 89', 90+2' | Reporte    | Sosene Vailine 53' | Asistencia: 250 espectadores espectadores Árbitro(s): Nadia Browning | Asistencia: 250 espectadores espectadores Árbitro(s): Nadia Browning |

| 15 de julio de 2019 | Islas Salomón | 13:0 (4:0) | Samoa Americana | Estadio Nacional de Fútbol de Samoa, Apia                              |                                                                        |
| 16:00               | Gagame Feni 18', 34', 61' · Roy Ledoux 27' · Benjamin Totori 42' · Andrew Abba 49', 54', 60', 84' · Dennis Ifunaoa 51', 62', 74' · Patrick Taroga 69' | Reporte    |                 | Asistencia: 400 espectadores espectadores Árbitro(s): David Yareboinen | Asistencia: 400 espectadores espectadores Árbitro(s): David Yareboinen |

| 15 de julio de 2019 | Tahití | 0:3 (0:1) | Nueva Caledonia                                                   | Estadio Nacional de Fútbol de Samoa, Apia                                    |                                                                              |
| 19:00               |        | Reporte   | Nathanaël Hmaen 30' · Jean-Christ Wajoka 86' · César Zeoula 90+1' | Asistencia: 1000 espectadores espectadores Árbitro(s): Thoriq Munir Alkatiri | Asistencia: 1000 espectadores espectadores Árbitro(s): Thoriq Munir Alkatiri |

| 18 de julio de 2019 | Nueva Caledonia | 11:0 (5:0) | Tuvalu | Estadio Nacional de Fútbol de Samoa, Apia |                        |
| 10:00               | Cédric Decoire 2', 33', 90+3' · Jean-Philippe Saïko 4', 14', 53', 60' · Sepetaio Nokisi 34' · Nathanaël Hmaen 67', 85' · Stéphane Tein-Padom 75' | Reporte    |        | Árbitro(s): Rani Perry                    | Árbitro(s): Rani Perry |

| 18 de julio de 2019 | Tahití                                                                                                 | 8:1 (5:1) | Samoa Americana     | Estadio Nacional de Fútbol de Samoa, Apia                         |                                                                   |
| 13:00               | Teaonui Tehau 4', 39', 76' (pen.) · Tamatoa Tetaouia 10', 15', 88' · Rooarii Roo 26' · François Mu 84' | Reporte   | Chris Fa'amoana 35' | Asistencia: 140 espectadores espectadores Árbitro(s): Joel Hopken | Asistencia: 140 espectadores espectadores Árbitro(s): Joel Hopken |

| 18 de julio de 2019 | Fiyi                                                         | 4:4 (3:2) | Islas Salomón                                                          | Estadio Nacional de Fútbol de Samoa, Apia                           |                                                                     |
| 19:00               | Patrick Joshep 4' · Samuela Drudru 8' · Roy Krishna 19', 48' | Reporte   | Dennis Ifonaua 11' · Gagame Feni 45' · Benjamin Totori 58' (pen.), 65' | Asistencia: 1000 espectadores espectadores Árbitro(s): Nick Waldron | Asistencia: 1000 espectadores espectadores Árbitro(s): Nick Waldron |

## Segunda Fase

### Juego por la medalla de bronce
| 20 de julio de 2019 | Papúa Nueva Guinea                                             | 1:1 (1:0) (2:4 p.)         | Fiyi                                                        | Estadio Nacional de Fútbol de Samoa, Apia                                   |                                                                             |
| 9:00                | Kolu Kepo 38'                                                  | Reporte                    | Roy Krishna 58'                                             | Asistencia: 700 espectadores espectadores Árbitro(s): Thoriq Munir Alkatiri | Asistencia: 700 espectadores espectadores Árbitro(s): Thoriq Munir Alkatiri |
|                     |                                                                | Tiros desde el punto penal |                                                             |                                                                             |                                                                             |
|                     | Michael Foster · Nigel Dabingyaba · Alwin Komolong · Kolu Kepo |                            | Roy Krishna · Setareki Hughes · Ame Votoniu · Kavaia Rawaqa |                                                                             |                                                                             |

### Final
| 20 de julio de 2019 | Nueva Zelanda (Sub-23)               | 2:1 (0:0) | Nueva Caledonia  | Estadio Nacional de Fútbol de Samoa, Apia                  |                                                            |
| 12:00               | Dane Schnell 86' · Billy Jones 90+4' | Reporte   | Richard Sele 55' | Asistencia: 1200 espectadores Árbitro(s): David Yareboinen | Asistencia: 1200 espectadores Árbitro(s): David Yareboinen |